# 淺間一
淺間 一（あさま はじめ、1959年（昭和34年）1月18日 - ）は、日本のロボット研究者。工学博士（東京大学、1989年）。理化学研究所研究員、東京大学人工物研究センター教授、同大学院工学系研究科教授、IAS-Society会長、国際自動制御連盟 (IFAC) 会長を歴任。保全マニピュレータや自律分散ロボット、全方向移動ロボット、サービス工学、災害・事故ロボット技術の研究開発に従事。
理化学研究所では3自由度独立駆動全方向移動機構を開発し、ロボカップ初期にチーム「UTTORI United」で活躍。独自の全方向移動車輪は淺間の関与する理研ベンチャー「ライテックス」などから商品化されている。2005年から2009年の科研費特定領域「移動知」では領域代表を、2011年の東日本大震災にあたって国内外のロボット研究者が立ち上げた「対災害ロボティクス・タスクフォース」ではチェアマンを務めた。

## 履歴

### 略歴
- 1984年3月 - 東京大学大学院工学系研究科 修士課程修了[29]
- 1986年9月 - 理化学研究所 化学工学研究室 研究員補（後、研究員、副主任研究員）[1][29]
- 1989年9月 - 東京大学にて工学博士の学位を取得[3]
- 2002年
  - 9月 - 理化学研究所 分散適応ロボティクス研究ユニットリーダー[16]
  - 11月 - 東京大学人工物工学研究センター 教授[29]
- 2009年11月 - 東京大学大学院工学研究科 教授[29]
- 2024年4月 - 東京大学国際高等研究所 東京カレッジ 特任教授[30]

### 主な受賞歴
- 日本機械学会 - 2009年度 船井賞[31]、2017年度 日本機械学会賞（技術功績）[13]
  - ロボティクス・メカトロニクス部門 - 1995年 ROBOMEC賞[22][注 2]、2001年 部門学術業績賞[17][32]、2009年度 部門功績賞[33]、2016年度 部門貢献表彰[34]
- 計測自動制御学会 - システムインテグレーション部門
  - 2010年度 部門学術業績賞「移動知研究分野の創成・推進およびサービス工学に関する研究」[35]
- 2002年 - 日本産業デザイン振興会グッドデザイン賞（新領域デザイン部門）「被災者探索レスキュー用データキャリア (Rescue IDC)」[11]
- 2006年 - ファナックFAロボット財団 論文賞[12][注 3]

### 社会的活動
- IFAC（国際自動制御連盟（英語版））- 会長（2020 - 2023年）[36]
- IAS-Society (International Society for Intelligent Autonomous Society) - 会長（2014年 - ）[14][37]
- IEEE - フェロー[38]、Robotics and Automation Society AdCom member (2007-2009)
- 日本機械学会 - フェロー[29]、ロボティクス・メカトロニクス部門部門長（第85期）[39]
- 日本ロボット学会 - フェロー[29]、副会長（2011-2012年度）[40]、「対災害ロボティクス・タスクフォース」チェアマン[28]
- 計測自動制御学会 - フェロー[30]
- サービス学会 - 理事[14]
ほか、ニューヨーク科学アカデミー、精密工学会、計測自動制御学会、化学工学会の会員[1][41][17]
- 原子力委員会 - 福島第一原子力発電所における中長期措置検討専門部会 委員[42]
- 日本学術会議 - 第3部会員[43]

## 著書
- Hajime Asama, Toshio Fukuda, Tamio Arai, Isao Endo, ed (October 2013). Distributed Autonomous Robotic Systems. ISBN 978-4431682776. - 1994年初版の再版。
- Hajime Asama , Toshio Fukuda, Tamio Arai, Isao Endo, ed (October 2013). Distributed Autonomous Robotic Systems 2. ISBN 978-4431669449. - 1996年初版の再版。
- H. Asama, H. Inoue, ed (2002). Intelligent autonomous vehicles 2001 (IAV 2001) : a proceedings volume from the 4th IFAC Symposium, Sapporo, Japan, 5-7 September 2001. the International Federation of Automatic Control.
- Hajime Asama, T. Arai, T. Fukuda, T. Hasegawa, ed (July 2002). Distributed Autonomous Robotic Systems 5. Splinger. ISBN 978-4431703396.
- S. Yuta, H. Asama, S. Thrun, E. Prassler, T. Tsubouchi, ed (2006). Field and service robotics : recent advances in research and applications. Springer tracts in advanced robotics 24. Springer. ISBN 978-3540328018.
- Hajime Asama, Haruhisa Kurokawa, Jun Ota, Kosuke Sekiyama, ed (2009). Distributed Autonomous Robotic Systems 8. Springer. ISBN 978-3642006432.
- 淺間一、伊藤宏司 統括編集『シリーズ移動知（第1巻-第4巻）』オーム社、2010年[注 4]

## 著作

### 学位論文
- 『保全用マニピュレータ構成論』東京大学博士学位論文、乙第9403号、1989年9月20日、NAID 500000071689。

### 解説・総説
- 山下淳、淺間一、新井民夫、太田順、金子透「ロボットの移動機構に関する研究動向」『日本ロボット学会誌』第21巻第3号、2003年、282-292頁。

### 学会誌記事
（自律ロボット、システム、知能）
- 「マルチエージェントロボットシステム研究の動向と展望」『日本ロボット学会誌』第10巻第4号、1992年、428-432頁。
- 「複数の移動ロボットによる協調行動と群知能」『計測と制御』第31巻第11号、1992年、1155-1161頁。
- 「群ロボットシステムにおける創発の実現」『計測と制御』第35巻第7号、1996年、545-549頁。
- 「移動知: 行動からの知能理解 ―構成論的観点と生物学的観点から―」『計測と制御』第44巻第9号、2005年、580-589頁。
- 「社会的適応行動とカースト機能のモデル化と工学応用」『計測と制御』第46巻第12号、2007年、910-915頁。
- 「Ant-like Robotへの反応拡散機構の導入」『コンピュータ ソフトウェア』第28巻第1号、2011年、116-126頁。

（ロボット工学、ロボット技術）
- 「軽航空機 (LTA) ロボティクス」『日本ロボット学会誌』第24巻第8号、2006年、901-905頁。
- 「座談会 成功へのロボットビジネス」『日本ロボット学会誌』第25巻第1号、2007年、67-75頁。
- 「最新のロボット技術とその研究開発動向」『エレクトロニクス実装学会誌』第19巻第6号、2016年、368-372頁。
- 「平成のロボット工学を振り返る ～ロボット技術開発の動向と今後の展望～」『精密工学会誌』第86巻第1号、2020年、23-27頁。
- 「ロボットの自律性」『学術の動向』第25巻第5号、2020年、28-29頁。

（サービス工学）
- 「サービス工学とシステム・インテグレーション」『計測と制御』第44巻第4号、2005年、278-283頁。
- 「サービス工学」『精密工学会誌』第75巻第1号、2009年、146-147頁。
- 「サービス工学とサービスロボティックス」『精密工学会誌』第78巻第3号、2012年、196-200頁。
- 「サービスロボット：人間・ロボット共存環境におけるサービスロボットの振る舞い」『精密工学会誌』第78巻第8号、2012年、666-669頁。
- 「サービスにおけるデータ・知識・情報」『サービソロジー』第4巻第4号、2018年、26-31頁。

（災害・事故対応）
- 「東日本大震災および福島第一原子力発電所事故におけるロボット技術の導入とその課題」『日本ロボット学会誌』第29巻、2011年。
「（その1）」第29巻第7号、658-659頁。「（その2）」第29巻第9号、796-798頁。
- 「災害・事故対応に求められるロボット技術」『まてりあ』第51巻第4号、2012年、139-142頁。
- 「原子力発電所事故対応のための遠隔操作技術」『日本ロボット学会誌』第30巻第6号、2012年、588-591頁。
- 「災害時に活用可能なロボット技術の研究開発と運用システムの構築」『日本ロボット学会誌』第32巻第1号、2014年、37-41頁。
- 「建屋内遠隔除染技術の開発」『日本ロボット学会誌』第22巻第2号、2014年、122-124頁。
- 「超レジリエンスのためのロボット技術」『計測と制御』第57巻第2号、2018年、95-100頁。
- 「福島第一原子力発電所の廃炉におけるロボット技術の活用と今後の課題」『日本ロボット学会誌』第36巻第6号、2018年、380-383頁。

（その他）
- 「バイオプロセスの異常診断」『精密工学会誌』第56巻第2号、1990年、239-242頁。
- 「「わ」で拓くシステム制御の新展開」『計測と制御』第57巻第2号、2018年、69-72頁。
- 「活動紹介 IFACならびにIFAC Japan NMOの活動」『計測と制御』第57巻第2号、2018年、112-113頁。
- 「国際自動制御連盟(IFAC)とその世界大会(World Congress)の招致・総括」『計測と制御』第63巻第7号、2024年、387-391頁。

## 技術
- 「3自由度独立駆動型全方向移動ロボットの開発」『日本ロボット学会誌』第14巻第2号、1996年、249-254頁[注 5]。
- 特許第3421290号『全方向移動車用車輪』- 発明者：淺間一、嘉悦早人、遠藤勲、佐藤雅俊、特許権者：理化学研究所、2000年1月11日出願、2003年4月18日登録、期限期間満了により特許権消滅[45][注 6]